# محمد حنیف اتمر
محمد حنیف اتمر (زاده ۱۳۴۷ ولایت لغمان) سیاست‌مدار افغان، وزیر اسبق وزارت‌خانه‌های داخله، معارف، احیا و انکشاف دهات و مشاور اسبق امنیت ملی افغانستان است. وی در دولت وحدت ملی افغانستان به ریاست جمهوری محمد اشرف غنی به عنوان مشاور امنیت ملی انتخاب شد و در ۳ شهریور/سنبله ۱۳۹۷ از سمت مشاور امنیت ملی استعفا داد.

## زندگی‌نامه
محمد حنیف اتمر زاده ۱۳۴۷ از ولایت لغمان است. وی مدرک لیسانس و فوق لیسانس/ماستری خود را در رشته توسعه مطالعات توسعه روستایی و روابط بین‌الملل از بریتانیا به دست آورد. وی سابقه فعالیت در وزارت امنیت دولتی (خاد) را در در دولت ببرک کارمل و محمد نجیب‌الله را کارنامه دارد. گفته می‌شود یک پای وی در جنگ‌های داخلی آسیب دیده و با عصا حرکت می‌نماید. با سقوط دولت نجیب وی به پاکستان و بعدها به انگلیس مهاجرت کرد و در آنجا بین سال‌های ۱۳۷۱ تا ۱۳۷۳ موسسات خیریه افغانی در پاکستان و افغانستان همکاری داشت. تا سال ۱۳۷۹ در کمیته نروژ برای افغانستان در سمت مدیر عمومی برنامه‌ها در این کمیته کار کرد. پس از آن وی به مدت ۲ سال مدیر عمومی کمیته بین‌المللی نجات برای افغانستان بود. با سقوط حکومت طالبان اتمر به افغانستان بازگشت و در سال ۱۳۸۱ به عنوان وزیر احیاء و انکشاف دهات وارد کابینه دولت موقت و انتقالی افغانستان شد. در دور اول حکومت حامد کرزی وی به عنوان وزیر معارف افغانستان تعیین شد. در سال ۱۳۸۷ وی به عنوان وزیر داخله افغانستان منصوب شد و پس از ماجرای ترور حامد کرزی در سال ۱۳۸۹ وی به همراه امرالله صالح از سمتش استعفا داد.

## دولت وحدت ملی
وی در دولت وحدت ملی افغانستان به ریاست محمد اشرف غنی در سمت مشاور امنیت ملی افغانستان فعالیت می‌کرد و توافق‌نامه امنیتی میان افغانستان و آمریکا را از طرف دولت افغانستان امضا کرد. در مدت حضور وی در سمت مشاور امنیت ملی وی با اعتراض بسیاری از اشخاص و گروه‌ها روبرو شد. احمد بهزاد نماینده پارلمان و عضو شورای عالی جنبش روشنایی امنیت ملی افغانستان را متهم به دست داشتن در بمب‌گذاری دوم اسد/مرداد ۱۳۹۵ متهم می‌کرد. جنبش رستاخیز تغییر نیز که در اعتراض به افزایش ناامنی در افغانستان تشکیل شده بود، خواستار برکناری وی بود.ظاهر قدیر نماینده مردم ننگرهار و عبدالکریم متین والی اسبق پکتیکا و غزنی حنیف اتمر را متهم به داعش‌سازی و حمایت از داعش در افغانستان کرد. عبدالرشید دوستم معاون اول ریاست جمهوری افغانستان حنیف اتمر را متهم به تلاش و تبانی برای ترور وی در حمله طالبان به نیروهای وی در ولسوالی غورماچ ولایت فاریاب افغانستان کرد. وی در ۳ شهریور/سنبله ۱۳۹۷ از سمت مشاور امنیت ملی استعفا داد.

## حزب حق و عدالت
وی پس از استعفا از سمت وزارت داخله به همراه برخی از چهره‌های سیاسی کشور حزب حق و عدالت را در ۱۲ عقرب/آبان ۱۳۹۰ تأسیس کرد.

## انتخابات ریاست‌جمهوری ۱۳۹۸
محمد حنیف اتمر در انتخابات ریاست‌جمهوری ۱۳۹۸ به همراه محمد محقق به عنوان معاون دوم و یونس قانونی به عنوان معاون اول تیم «اصلاح و اعتدال» را تشکیل داد و برای حضور در انتخابات خود را نامزد کرد. وی همچنین عالم ساعی والی پیشین جوزجان و از مردم ترک تباران افغانستان را به عنوان نماینده خاص خود تعیین کرد. تیم صلح و اعتدال در همایشی که قبل از ثبت‌نام برگزار کرده بودند، توافقنامه «صلح و اعتدال» را به امضا رساندند که در آن توافقنامه قول تعدیل قانون اساسی، اصلاح نظام ریاستی، ایجاد سمت‌های صدراعظم و معاون سوم داده شده بود.

## آثار
حنیف اتمر چندین کتاب و مقاله به چاپ رسانده‌است.
- کمک بشری، جنگ و صلح در افغانستان: چه درسی را باید آموخت؟[۱۴]
- سخن‌پردازی به واقعیت: نقش کمکهای بشری در روند صلح در افغانستان.[۱۴]
- انکشاف نهادهای غیر حکومتی در جهان رو به انکشاف.[۱۴]
- سیاست و کمکهای بشری در افغانستان و عواقب آن برای مردم افغانستان.[۱۴]
- افغانستان یا یک جنگ یتیم.[۱۴]